# Eleanor Burford
Eleanor Alice Burford Hibbert, angleška pisateljica, * 1. september 1906, Canning Town, London,  Anglija, Združeno kraljestvo, † 19. januar 1993, na morju med Atenami, Grčija in Port Saidom, Egipt.
Bila je pisateljica, ki je kombinirala domišljijo z zgodovinskimi dejstvi v svojih zgodovinskih romantičnih romanih. Dela je izdala pod kar osmimi različnimi psevdonimi, največ pod tudi na Slovenskem najbolj poznanimi Victoria Holt, Philippa Carr in Jean Plaidy.
Psevdonim Jean Plaidy je uporabila v romanih, kjer se domišljija prepleta z zgodovino evropskih plemiških družin, Victoria Holt za gotske romance in Philippa Carr za družinsko sago, kjer zgodba spremlja več generacij. Druga dela, kriminalne novele, skrivnostne umore, lahkotne romance in trilerje je izdala pod ostalimi psevdonimi: Eleanor Burford, Elbur Ford, Kathleen Kellow, Anna Percival in Ellalice Tate.
Leta 1989 ji je združenje Romance Writers of America podelilo nagrado Golden Treasure za njen prispevek v ta žanr (romance). Do svoje smrti je napisala več kot 200 knjig, ki so se po svetu prodale v več kot 100 milijonih kopij v 20 različnih jezikih, tudi v slovenščini. Še danes spada med največkrat sposojene avtorje v knjižnicah. Bralce in kritike je prepričala zaradi del, v katerih se prepletata zgodovina in domišljija, točnost, kakovostno pisanje in pozornost, usmerjeno v detaile.

## Življenje
Eleanor Hibbert se je rodila kot Eleanor Alice Burford 1. septembra 1906 na Burke Streetu 20 v Canning Townu, danes delu Londona, imenovanem Newham. Ljubezen do branja je podedovala od očeta Josepha Burforda, pristaniškega delavca. Mama je bila Alice Louise Burford, rojena Tate.
V rani mladosti so jo zaradi šibkejšega zdravja poučevali doma. V starosti 16 let se je vpisala na kolidž, kjer je študirala stenografijo in pisanje. Nato je delala pri draguljarju v Hatton Gardnu, kjer je tehtala in zapisovala dragulje. Delala je tudi kot tolmačka v kavarni za francosko in nemško govoreče turiste.
V svojih zgodnjih dvajsetih se je poročila z Georgom Percivalom Hibbertom (rojen okoli leta 1886, umrl leta 1966), trgovcem z debelim usnjem, ki je bil približno dvajset let starejši od nje. Z njim je delila ljubezen do knjig in branja. Bila je njegova druga žena. Med drugo svetovno vojno sta živela v koči v Cornwallu, od koder se vidi na obalo, imenovano Plaidy Beach.
Med letoma 1974 in 1978 je Hibbertova, ki je medtem ovdovela, kupila hišo iz 13. stoletja v Sandwichu v Kentu. Poimenovala jo je King's Lodging (Kraljev apartma), saj je verjela, da sta tukaj nekoč nekaj časa prebivala tudi kralja Henrik VIII. in Elizabeta I. Hiša ima vklesane kamine in stopnišče iz časa dinastije Tudorjev. Hišo je obnovila in opremila, vendar se ji je kmalu zazdela prevelika za njen okus in hkrati predaleč od Londona.
Preselila se je v dvonadstropno hišo v Londonu, ki stoji v bližini Royal Albert Halla in Hyde Parka. Delila si jo je z gospo Molly Pascoe, ki je potovala z njo. Hišo King's Lodging je prodala leta 1985.
Poletja je preživljala v koči v Cornwallu. Da bi pobegnila mrzlim angleškim zimam, je Hibbertova tri mesece v letu, med januarjem in aprilom, preživljala na raznih križarjenjih. Obiskala je različne destinacije, med drugim Egipt in Avstralijo, in te kraje opisovala v svojih romanih. V letih 1970 in 1978 je obiskala Sydney.
Proti koncu življenja ji je vid začel pešati, vendar je nadaljevala s potovanji. Umrla je 19. januarja 1993 med križarjenjem nekje med grškimi Atenami in egiptovskim Port Saidom. Njene posmrtne ostanke so pokopali v morju. Spominsko slovesnost so pripravili 6. marca 1993 v anglikanski cerkvi svetega Petra v Kensington Parku.

## Delo

### Literarni vplivi
Eleanor Hibbert je odraščala v Londonu. Kot najstnica je obiskala Hampton Court in takrat postala navdušena nad preteklostjo. Po poroki je dosegla finančno neodvisnost, ki jo je potrebovala, da je lahko uresničila svojo željo po pisanju. V svojih zgodovinskih romanih je opisovala londonske zgodovinske spomenike in plemiške osebnosti. Na pisanje so vplivali tudi njeni obiski različnih britanskih zgodovinskih hiš in njihovih arhitektur.
Med drugo svetovno vojno je živela v Cornwallu. Tamkajšnjo prodnato obalo, visoke klife in modro morje je večkrat opisala v svojih gotskih romanih, ki jih je izdala pod imenom Victoria Holt.
Pozneje je vsako leto šla na daljše križarjenje. Obiskala je Turčijo, Egipt, Indijo, Južno Afriko, Hong Kong, Šrilanko in Avstralijo. Tudi te kraje je opisovala v svojih romanih, izdanih pod imenom Victoria Holt. V poznih šestdesetih letih 20. stoletja je dva meseca preživela v Avstraliji, približno 40 milj severno od Melbourna. Te kraje je opisala v romanu kot Victoria Holt, The Shadow of the Lynx. Leta 1972 je potovala iz Sydneya do Melbourna in obiskala več tamkajšnjih krajev.
Romani, ki jih je izdala pod imenom Philippa Carr, se deloma dogajajo v Cornwallu, deloma pa v Avstraliji.
Na pisanje Eleanor Hibbert so vplivali tudi George Eliot, Charles Dickens, Victor Hugo, Lev Tolstoj in sestre Brontë - Charlotte, Emily in Anne (predvsem roman Jane Eyre).

### Zgodnje delo
V tridesetih letih 20. stoletja je Hibbertova napisala devet romanov (vsak je dolg približno 150 000 besed). Vsi so resne psihološke študije sodobnega življenja. Nobeno od teh del ni bilo sprejeto za izdajo. V tistem času je pisala tudi kratke zgodbe za časopise Daily Mail in Evening News, nekaj pa tudi za The Star, Woman's Realm in Ladies' Home Journal. Do prelomne točke je prišlo, ko ji je eden izmed urednikov na Daily Mailu dejal, da mora spremeniti svoj način pisanja in napisati nekaj, kar bo šlo v prodajo, najlažje romantično fikcijo.
Hibbertova je najprej raziskovalno prebrala 50 romantičnih romanov in nato izdala prvo takšno delo z naslovom Daughter of Anna leta 1941. Roman se odvija v Avstraliji v poznem 18. in 19. stoletju. Prinesel ji je zmeren uspeh, za predplačilo je prejela 30 funtov. Knjigo je izdala pod svojim dekliškim priimkom kot Eleanor Burford, ki ga je nato uporabila za svoje sodobne romane. Po tem uspehu jo je kontaktirala založba Herbert Jenkins, s katerimi je sklenila dogovor, da napiše eno knjigo na leto. Kot Eleanor Burford je izdala 31 romanov, vključno z desetimi romani za založbo Mills & Boon.

### Psevdonimi
Leta 1945 si je izbrala psevdonim Jean Plaidy za roman Together They Ride na predlog njenega agenta. Priimek je navdihnila obala blizu koče v Cornwallu, kjer je živela med drugo svetovno vojno, Plaidy Beach. Agent ji je predlagal ime Jean z utemeljitvijo, da ne bo zavzelo veliko prostora na knjigi. Knjigo je izdal londonski založnik Gerald G. Swan. Naslednja knjiga pod tem imenom je bila Beyond the Blue Mountains leta 1948. Založnik Robert Hale je sprejel 500 strani dolg rokopis, ki ga je mnogo založnikov pred tem zavrnilo. Njeni literarni agenciji A.M. Heath je poslal sporočilo, v katerem je zapisal, da čakajo avtorje, ki pišejo na tak način, bleščeče nagrade. Leta 1949 je pod tem psevdonimom izdala prvi roman, ki se je ukvarjal z zgodovino kraljevih družin: The King's Pleasure, v katerem nastopata kralj Henrik VIII. in Anne Boleyn. Kot Jean Plaidy je izdala vseh 91 romanov, ki jih je zapisala pod tem imenom, zadnjega, The Rose Without a Thorn, so izdali po njeni smrti.
Pod imenom Jean Plaidy je napisala tudi štiri nefiktivne knjige. Prva, A Triptych of Poisoners iz leta 1958, je zbirka kratkih biografij zastrupljevalcev. To so Cesare Borgia, Marie d'Aubray in Edward William Pritchard. Ostale tri so trilogija o španski inkviziciji: The Rise (1959), The Growth (1960) in The End (1961).
Med letoma 1950 in 1953 je Hibbertova napisala štiri roman kot Elbur Ford, psevdonim, ki ga je izpeljala iz svojega dekliškega imena Eleanor Burford. Te romane je napisala na podlagi naslednjih resničnih morilcev iz 19. stoletja: Edward William Pritchard (Flesh and the Devil, 1950), Adelaide Bartlett (Poison in Pimlico, 1950), Euphrasie Mercier (The Bed Disturbed, 1952) in Constance Kent (Such Bitter Business, 1953, v ZDA izdano leta 1954 pod naslovom Evil in the House).
Med letoma 1952 in 1960 je Hibbertova uporabila psevdonim Kathleen Kellow, pod katerim je izdala osem večinoma kriminalnih romanov. Med letoma 1956 in 1961 je napisala pet romanov kot Ellalice Tate, psevdonim, za katerega je dobila navdih iz materinega imena Alice Tate.
Leta 1960 je na predlog svoje agentke, Patricie Schartle Myrer napisala svoj prvi gotski roman, Mistress of Mellyn, za katerega je prvič uporabila psevdonim Victoria Holt. Ime je izbrala zaradi romantičnih primesi romanov, priimek Holt pa iz vojaške banke Holt & Company, kjer je Hibbertova imela svoj račun. Roman sta izdali založbi Doubleday v ZDA in Collins v Veliki Britaniji. Knjiga je takoj postala mednarodna uspešnica, ki je oživila žanr gotskih romantičnih romanov. Za ta roman je Hibbertova črpala navdih iz preteklih gotskih romanov, kot so Jane Eyre (1847), The Woman in White (1859) in Rebecca (1938). Dogaja se v Cornwallu, podobno kot roman Rebecca, zato so nekateri sklepali, da je Victoria Holt psevdonim avtorice tega romana, Daphne du Maurier. Šele potem, ko je v naslednjih osmih letih pod istim psevdonimom izdala naslednjih šest romanov, se je izkazalo, katera pisateljica se v resnici skriva pod tem imenom. Kot Victoria Holt je izdala 31 romanov, kjer so v ospredju izmišljeni liki, ki živijo v verodostojnem času, običajno proti koncu 19. stoletja. Zadnji roman Victorie Holt, The Black Opal, je bil izdan po njeni smrti.
Leta 1960 je Eleanor Hibbert napisala roman, ki ga je izdala pod psevdonimom Anna Percival, za katerega je idejo dobila iz moževega srednjega imena Percival. Tega imena pozneje ni več uporabila.
Leta 1972 je na predlog svojih založnikov Collins ustvarila svoj zadnji psevdonim, Philippa Carr. Pod tem imenom je izdala serijo romanov, ki prikazujejo zaporedne generacije angleških družin, sodelujočih v pomembnih zgodovinskih dogodkih, ki se začnejo z reformacijo in zaključijo z drugo svetovno vojno.
Hibbertova je še naprej uporabljala ime Jean Plaidy za svoje zgodovinske romane o kronanih glavah v Evropi. Njene knjige pod tem psevdonimom so še danes izredno priljubljene v javnosti, dobile so tudi dobra mnenja kritikov in zgodovinarjev zaradi zgodovinske točnosti, kakovosti pisanja in pozornosti na detajle.

### Število del
| Obdobje | Eleanor Burford | Jean Plaidy | Elbur Ford | Kathleen Kellow | Ellalice Tate | Anna Percival | Victoria Holt | Philippa Carr | Skupaj |
| ------- | --------------- | ----------- | ---------- | --------------- | ------------- | ------------- | ------------- | ------------- | ------ |
| 1940s   | 9               | 4           |            |                 |               |               |               |               | 13     |
| 1950s   | 19              | 19          | 4          | 7               | 4             |               |               |               | 53     |
| 1960s   | 3               | 26          |            | 1               | 1             | 1             |               |               | 40     |
| 1970s   |                 | 22          |            |                 |               |               | 10            | 5             | 37     |
| 1980s   |                 | 16          |            |                 |               |               | 10            | 9             | 35     |
| 1990s   |                 | 4           |            |                 |               |               | 4             | 5             | 13     |
| Skupaj  | 31              | 91          | 4          | 8               | 5             | 1             | 32            | 19            | 191    |

## Eleanor Burford

### Romantični romani
1. Daughter of Anna (1941)
2. Passionate Witness (1941)
3. The Married Lover (1942)
4. When the Entire World Is Young (1943)
5. So the Dreams Depart (1944)
6. Not in Our Stars (1945)
7. Dear Chance (1947)
8. Alexa (1948)
9. The House at Cupid's Cross (1949)
10. Believe the Heart (1950)
11. The Love Child (1950)
12. Saint or Sinner (1951)
13. Bright Tomorrow (1952)
14. Dear Delusion (1952)
15. Leave Me My Love (1953)
16. When We Are Married (1953)
17. Castles in Spain (1954)
18. Heart's Afire (1954)
19. Two Loves in Her Life (1955)
20. When Other Hearts (1955)

Knjiga The Love Child, izdana leta 1950 pod imenom Eleanor Burford, ni enaka kot knjiga, izdana pod istim naslovom pod imenom Philippa Carr leta 1978 kot del serije Daughters of England.

### Mills & Boon romani
1. Begin to Live (1956)
2. Married in Haste (1956)
3. To Meet a Stranger (1957)
4. Blaze of Noon (1958)
5. Pride in the Morning (1958)
6. Red Sky at Night (1959)
7. The Dawn Chorus (1959)
8. Night of Stars (1960)
9. Now That April's Gone (1961)
10. Who's Calling? (1962)

### Serija Mary Stuart, kraljica Škotov
- Royal Road to Fotheringhay (1955) – pozneje izdan še enkrat pod imenom Jean Plaidy.

## Jean Plaidy
Veliko romanov, izdanih pod tem imenom, je v ZDA izšlo pod drugim naslovom. Trilogije so bile pozneje ponovno izdane kot posamezne knjige, nekatere pod drugačnimi naslovi.

### Posamezni romani
1. Together They Ride (1945)
2. Beyond the Blue Mountains (1948)
3. The King's Pleasure/Murder Most Royal (izdano ponovno kot del Sage o Tudorjih) (1949)
  - V slovenščini Umori njenega veličanstva (1978)
4. The Goldsmith's Wife/The King's Mistress (1950)
5. Daughter of Satan (1952)
6. Lilith (1954)
7. Melisande/It Began in Vauxhall Gardens (1955)
8. The Scarlet Cloak (1957)
9. The Queen of Diamonds (1958)
10. Milady Charlotte (1959)
11. Evergreen Gallant (1965)
12. Defenders of the Faith (1971)
13. Madame du Barry (1994)
14. The King's Adventurer (originalno This Was a Man pod imenom Ellalice Tate) (1996)

### Omnibus
- Katharine of Aragon (sestavljeno iz romanov 2 – 4 iz Sage o Tudorjih)
- Catherine De Medici (1969)
- Charles II (sestavljeno iz romanov 2 – 4 iz Sage o Stuartih)
- Isabella and Ferdinand (1970)

### Saga o Tudorjih
1. Uneasy Lies the Head/To Hold the Crown (1982)
2. Katharine, the Virgin Widow (1961)
3. The Shadow of the Pomegranate (1962)
4. The King's Secret Matter (1962)
5. Murder Most Royal/The King's Pleasure (1949)
  - V slovenščini Umori njenega veličanstva (1978)
6. Saint Thomas' Eve/The King's Confidante (1954)
7. The Sixth Wife (1953)
8. The Thistle and the Rose (1963)
9. Mary, Queen of France (1964)
10. The Spanish Bridegroom/For a Queen's Love (1954)
11. Gay Lord Robert (1955) – ponovno izdano kot Lord Robert v Združenem kraljestvu leta 2007 in kot A Favorite of the Queen v ZDA leta 2010

### Trilogija o Catherine De Medici
1. Madame Serpent (1951)
  - V slovenščini Gospa kača (1990)
2. The Italian Woman/The Unholy Woman (1952)
  - V slovenščini Italijanka (1991)
3. Queen Jezebel (1953)
  - V slovenščini Kraljica Jezabela (1991)

### Serija Mary Stuart, kraljica Škotov
1. Royal Road to Fotheringhay (1955) – sprva izdano pod imenom Eleanor Burford
2. The Captive Queen of Scots (1963)

### Saga o Stuartih
1. The Murder in the Tower (1964)
2. The Wandering Prince (1956)
3. A Health Unto His Majesty (1956)
4. Here Lies Our Sovereign Lord (1957)
5. The Three Crowns (1965)
6. The Haunted Sisters (1966)
7. The Queen's Favourites/Courting Her Highness (1966)

### Serija o francoski revoluciji
1. Louis the Well Beloved (1959)
2. The Road to Compiegne (1959)
3. Flaunting, Extravagant Queen (1957)

### Serija o Lucrezii Borgia
1. Madonna of the Seven Hills (1958)
2. Light on Lucrezia (1958)

### Trilogija o Izabeli in Ferdinandu
1. Castile for Isabella (1960)
2. Spain for the Sovereigns (1960)
3. Daughters of Spain/Royal Sisters (1961)

### Saga o Jurijih (Georgih)
1. The Princess of Celle (1967)
2. Queen in Waiting (1967)
3. Caroline, the Queen (1968)
4. The Prince and the Quakeress (1975)
5. The Third George (1969)
6. Perdita's Prince (1969)
7. Sweet Lass of Richmond Hill (1970)
8. Indiscretions of the Queen (1970)
9. The Regent's Daughter (1971)
10. Goddess of the Green Room (1971)
11. Victoria in the Wings (1972)

### Serija o kraljici Viktoriji
1. The Captive of Kensington Palace (1972)
2. The Queen and Lord M (1973)
3. The Queen's Husband (1973)
4. The Widow of Windsor (1974)

### Trilogija o Normanih
1. The Bastard King (1974)
2. The Lion of Justice (1975)
3. The Passionate Enemies (1976)

### Saga o Plantagenetih
1. The Plantagenet Prelude (1976)
2. The Revolt of the Eaglets (1977)
3. The Heart of the Lion (1977)
4. The Prince of Darkness (1978)
5. The Battle of the Queens (1978)
6. The Queen from Provence (1979)
7. Edward Longshanks (1979) – ponovno izdano leta 2008 kot The Hammer of the Scots
8. The Follies of the King (1980)
9. The Vow on the Heron (1980)
10. Passage to Pontefract (1981)
11. The Star of Lancaster (1981)
12. Epitaph for Three Women (1981)
13. Red Rose of Anjou (1982)
14. The Sun in Splendour (1982)

### Serija Angleške kraljice
1. Myself My Enemy/Loyal in Love (1983)
2. Queen of This Realm (1984)
3. Victoria Victorious (1985)
4. The Lady in the Tower (1986)
5. The Courts of Love (1987)
6. In the Shadow of the Crown (1988)
7. The Queen's Secret (1989)
8. The Reluctant Queen (1990)
9. The Pleasures of Love/The Merry Monarch's Wife (1991)
10. William's Wife/The Queen's Devotion (1992)
11. Rose Without a Thorn (1993)

### Romani o otrocih
1. Meg Roper, Daughter of Sir Thomas More (1961)
2. The Young Elizabeth (1961)
3. The Young Mary Queen of Scots (1962)

### Serija o španski inkviziciji
1. The Rise of the Spanish Inquisition (1959)
2. The Growth of the Spanish Inquisition (1960)
3. The End of the Spanish Inquisition (1961)

### Zgodovinske knjige
1. A Triptych of Poisoners (1958)
2. Mary Queen of Scots: The Fair Devil of Scotland (1975)

## Elbur Ford
1. Poison in Pimlico (1950)
2. The Flesh and the Devil (1950)
3. Bed Disturbed (1952)
4. Evil in the House (1953)

## Kathleen Kellow
Nekatera izmed teh del so bila pozneje ponovno izdana pod imenom Jean Plaidy. 
1. Danse Macabre (1952)
2. Rooms at Mrs. Oliver's (1953)
3. Lilith (1954)
4. It Began in Vauxhall Gardens (1955)
5. Call of the Blood (1956)
6. Rochester, the Mad Earl (1957)
7. Milady Charlotte (1959)
8. The World's a Stage (1960)

## Ellalice Tate
Vsi ti romani so bili pozneje ponovno izdani pod imenom Jean Plaidy. 
1. Defenders of the Faith (1956)
2. The Scarlet Cloak (1957)
3. The Queen of Diamonds (1958)
4. Madame du Barry (1959)
5. This Was a Man (1961) – pozneje ponovno izdano kot roman Jean Plaidy The King's Adventurer

## Anna Percival
- The Brides of Lanlory (1960)

## Victoria Holt

### Posamezni romani
1. Mistress of Mellyn (1960)
  - V slovenščini Gospodarica Mellyna (1975)
2. Kirkland Revels (1962)
  - V slovenščini Hiša ob močvirju (1982)
3. Bride of Pendorric (1963)
  - V slovenščini Nevesta (1976)
4. The Legend of the Seventh Virgin (1965)
  - V slovenščini Sedma devica (1984)
5. Menfreya in the Morning (1966)
  - V slovenščini Menfreya (1980)
6. The King of the Castle (1967)
  - V slovenščini Grajski gospod (2000)
7. The Queen's Confession: The Story of Marie-Antoinette (1968)
8. The Shivering Sands (1969)
  - V slovenščini Srhljivi pesek (1991)
9. The Secret Woman (1970)
  - V slovenščini Skrivna ženska (1990)
10. Shadow of the Lynx (1971)
  - V slovenščini V risovi senci (1991)
11. On the Night of the Seventh Moon (1972)
  - V slovenščini Poletna noč (1976)
12. The Curse of the Kings (1973)
13. The House of a Thousand Lanterns (1974)
  - V slovenščini Hiša tisočerih latern (1989)
14. Lord of the Far Island (1975)
  - V slovenščini Revna sorodnica (1991)
15. The Pride of the Peacock (1976)
16. Devil on Horseback (1977)
  - V slovenščini Vrag na konju (1979)
17. My Enemy, the Queen (1978)
  - V slovenščini Moja sovražnica, kraljica (1988)
18. Spring of the Tiger (1979)
  - V slovenščini Tigrov skok (1981)
19. Mask of the Enchantress (1980)
  - V slovenščini Maškarada (1990)
20. Judas Kiss (1981)
  - V slovenščini Judežev poljub (1986)
21. The Demon Lover (1982)
  - V slovenščini Demonski ljubimec (1988)
22. The Time of the Hunter's Moon (1983)
  - V slovenščini Ob lovčevem ščipu (1989)
23. The Landower Legacy (1984)
24. The Road to Paradise Island (1985)
  - V slovenščini Rajski otok (1987)
25. Secret for a Nightingale (1986)
  - V slovenščini Skrivnostni zdravnik (1988)
26. Silk Vendetta (1987)
  - V slovenščini Krvava svila (1989)
27. The India Fan (1988)
  - V slovenščini Indijska pahljača (2000)
28. The Captive (1989)
29. Snare of Serpents (1990)
30. Daughter of Deceit (1991)
31. Seven for a Secret (1992)
32. The Black Opal (1993)
  - V slovenščini Črni opal (1994)

### Druge
- Remember, Remember: The Selected Stories of Winifred Holtby (2000)
- "The Bride of Pendorric" v delu Three Great Romantic Stories (1972) (s Hebe Elsna in Lucy Walker)

## Philippa Carr

### Serija Hčere Anglije
1. The Miracle at St. Bruno's (1972)
2. The Lion Triumphant (1974)
3. The Witch from the Sea (1975)
  - V slovenščini Čarovnica z morja (1996)
4. Saraband for Two Sisters (1976)
  - V slovenščini Sarabanda za sestri (1998)
5. Lament for a Lost Lover (1977)
  - V slovenščini Žalostinka za izgubljeno ljubeznijo (1997)
6. The Love Child (1978)
  - V slovenščini Otrok ljubezni (1996)
7. The Song of the Siren (1980)
  - V slovenščini Sirenina pesem (1991)
8. The Drop of the Dice (1981)
  - V slovenščini Sreča opoteča (1995)
9. The Adulteress (1982)
  - V slovenščini Prešuštnica (1995)
10. Knave of Hearts/Zipporah's Daughter (1983)
  - V slovenščini Hči (1996)
11. Voices in A Haunted Room (1984)
12. The Return of the Gypsy (1985)
  - V slovenščini Vrnil se je (1998)
13. Midsummer's Eve (1986)
  - V slovenščini Kresni večer (1996)
14. The Pool of St. Branok (1987)
15. The Changeling (1989)
  - V slovenščini Zamenjani deklici (1998)
16. The Black Swan (1990)
  - V slovenščini Črni labod (1997)
17. A Time for Silence (1991)
  - V slovenščini Molk je zlato (1997)
18. The Gossamer Cord (1992)
  - V slovenščini Nevidna vez (1996)
19. We'll Meet Again (1993)
  - V slovenščini Kmalu na svidenje (1998)

### Posamezni romani
- Daughters of England (1995)